# Placidium
Placidium es un género de hongos en la familia Verrucariaceae.